# Çakmak, Harmancık
Çakmak là một xã thuộc huyện Harmancık, tỉnh Bursa, Thổ Nhĩ Kỳ. Dân số thời điểm năm 2011 là 318 người.